# Hartmannsgraben
Der Hartmannsgraben ist ein 3,5 km langer, zumeist trocken liegender linker Zufluss des Neckars bei Remseck am Neckar. Zusammen mit seinem 2,25 km langen, ebenfalls nur bei Regen wasserführendem, rechten und nach dem Trockental Regental benannten Zufluss entwässert er die zum Langen Feld zählende Hochfläche zwischen Remseck und Ludwigsburg. Während der über Hartmannsgraben und den Regental-Graben abfließende Regen einst die Landschaft dieser Hochfläche geformt hat, wird der heutige Verlauf der Gräben durch die menschliche und zumeist landwirtschaftliche Nutzung des Gebiets sowie insbesondere einen künstlich aufgeschütteten Hügel (umgangssprachlich: Dreckberg) bestimmt.

## Geographie

### Verlauf

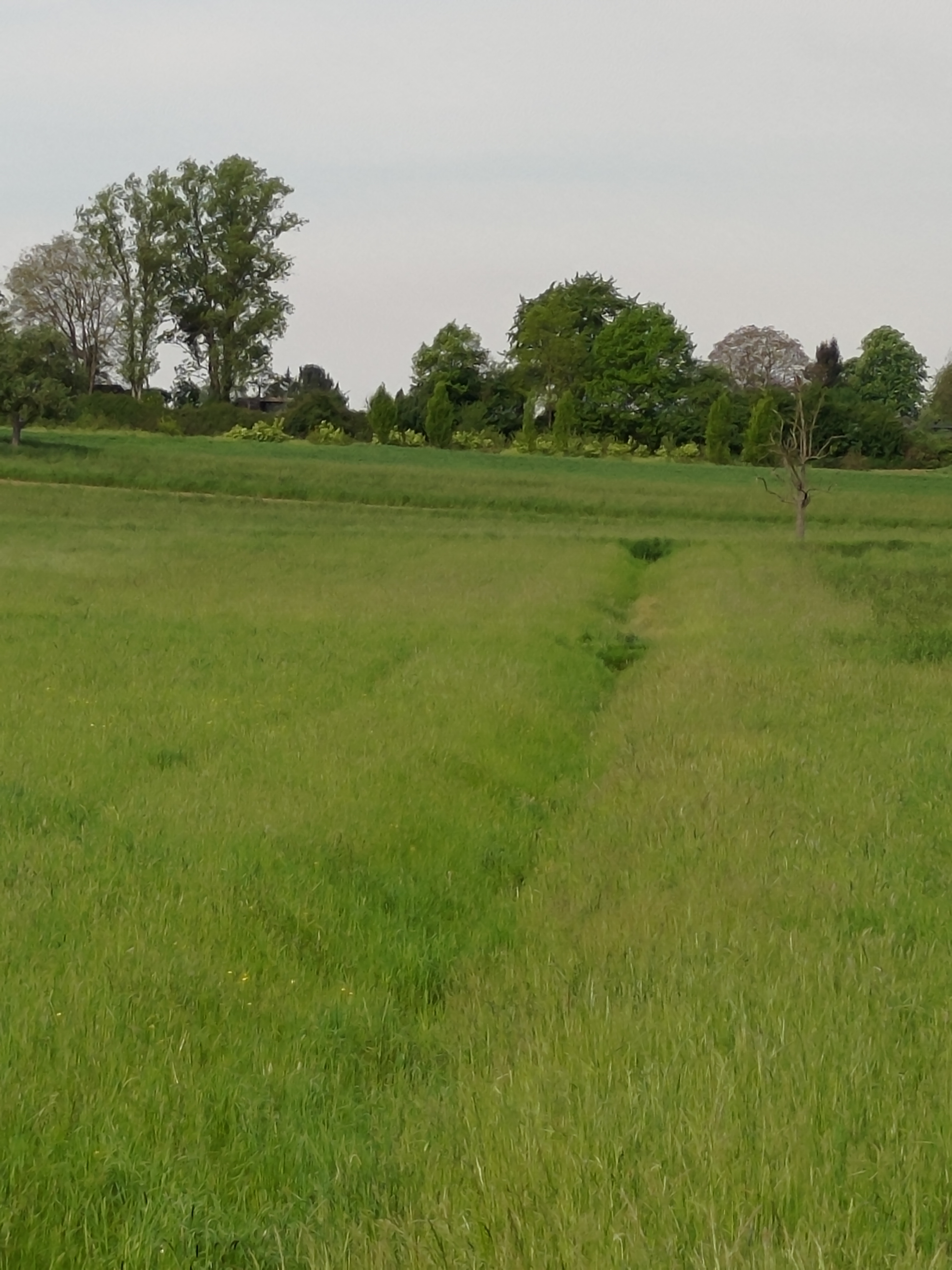
Ursprung des Hartmannsgrabens bei Oßweil

#### Von der Oßweiler Höhe zum Regental
Der Ursprung des Hartmannsgrabens liegt auf einer Höhe von etwa 287 m ü. NHN südlich des Ludwigsburger Stadtteils Oßweil und nördlich der in Ost-West-Richtung gestreckten Oßweiler Höhe. Der Hartmannsgraben verläuft von hier in östlicher Richtung und erreicht nach etwa 600 Metern die zu Remseck zählende Gemarkung Aldingen. Dort knickt er nach Südosten ab, verläuft wechselweise auf Aldinger und Neckargröninger Gemarkung, um schließlich auf südlichen und kurz darauf auf wieder südöstlichen Lauf zu wechseln. Dann trifft er auf das Regental.

#### Regental (Trockental)
Der Name Regental bezeichnet sowohl einen Entwässerungsgraben als auch das Tal, in dem er auf den Hartmannsgraben trifft. Durch das Regental verläuft die Gemarkungsgrenze der beide zu Remseck gehörenden, ehemals selbständigen Gemeinden Aldingen und Neckargröningen. Das ursprüngliche Tal war in seiner natürlichen Form durch den über Hartmannsgraben und Regental-Graben abfließenden Regen geformt. Die Charakteristik des Tals wandelte sich jedoch durch menschlichen Eingriff seit den 1980er Jahren grundlegend. Dies insbesondere im westlichen (Aldinger) Teil des Tals durch einen künstlichen Hügel, der ursprünglich im Volksmund sowie mittlerweile vereinzelt auch offiziell Dreckberg genannt wird. Dieser wurde in den 1980er Jahren aus Bauaushub aufgeschüttet und in den 1990er Jahren renaturiert. Im zur Gemarkung Neckargröningen zählenden, südöstlichen Teil des Tals entstand in den 1990er Jahren durch Terrassierung einer Fläche etwas oberhalb der Talsohle das Stadion im Regental, womit auch hier der menschliche Einfluss dominiert. Nicht mehr im Regental liegt trotz ihres Namens die Sporthalle Regental. Diese befindet sich vielmehr oberhalb des Tals auf dem Gomperle, einem dort bereits wieder zur Gemarkung Aldingen zählenden Ausläufer des Langen Feldes, der das Regental vom Neckartal trennt.

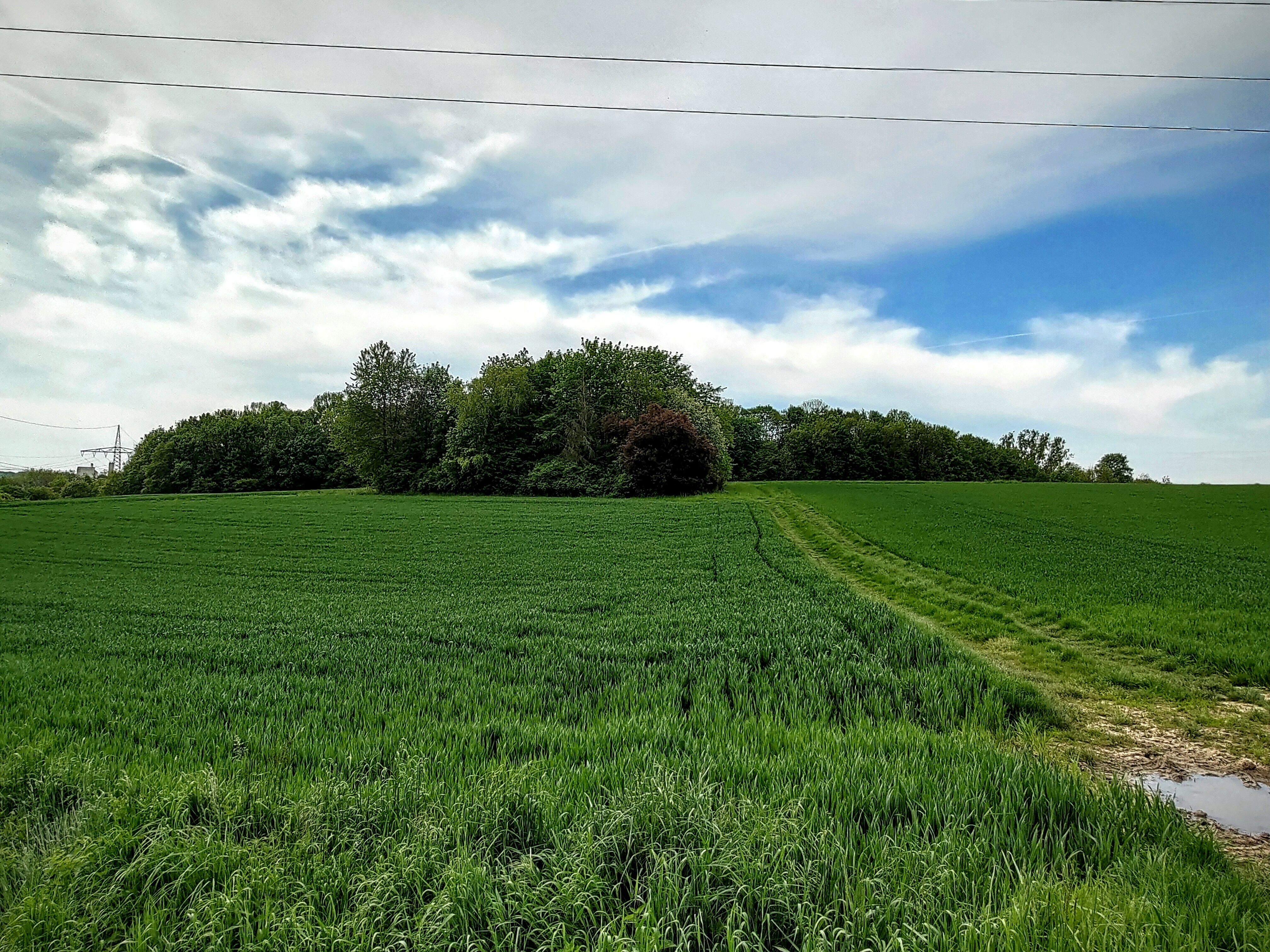
Blick vom Hartmannsgraben über die Flur Hundsrücken auf den Aldinger Dreckberg

Der Hartmannsgraben durchquert das Regental in südöstlicher Richtung. An der breitesten Stelle des Tals östlich des Dreckbergs und nördlich des Sportstadions beziehungsweise des Gomperles nimmt er seinen nach dem Tal benannten rechten Zufluss auf. Danach, unterhalb des Gomperles, verläuft der Hartmannsgraben in östlicher Richtung.

#### Vom Gomperle bis zur Mündung
Östlich des Gomperle am Breitloch weitet sich die Landschaft zum Neckartal hin auf. Der Hartmannsgraben verläuft dort in östlicher Richtung auf die Ortschaft Neckargröningen zu, ehe er, kurz vor erreichter Ortsbebauung, für seine weniger als 200 letzten Meter in südöstlicher Richtung zieht, nunmehr unterirdisch verdolt unter der Landesstraße 1100 und der Endhaltestelle der Linie U 12 der Stadtbahn Stuttgart, um danach in den Neckar geleitet zu werden.

### Einzugsgebiet

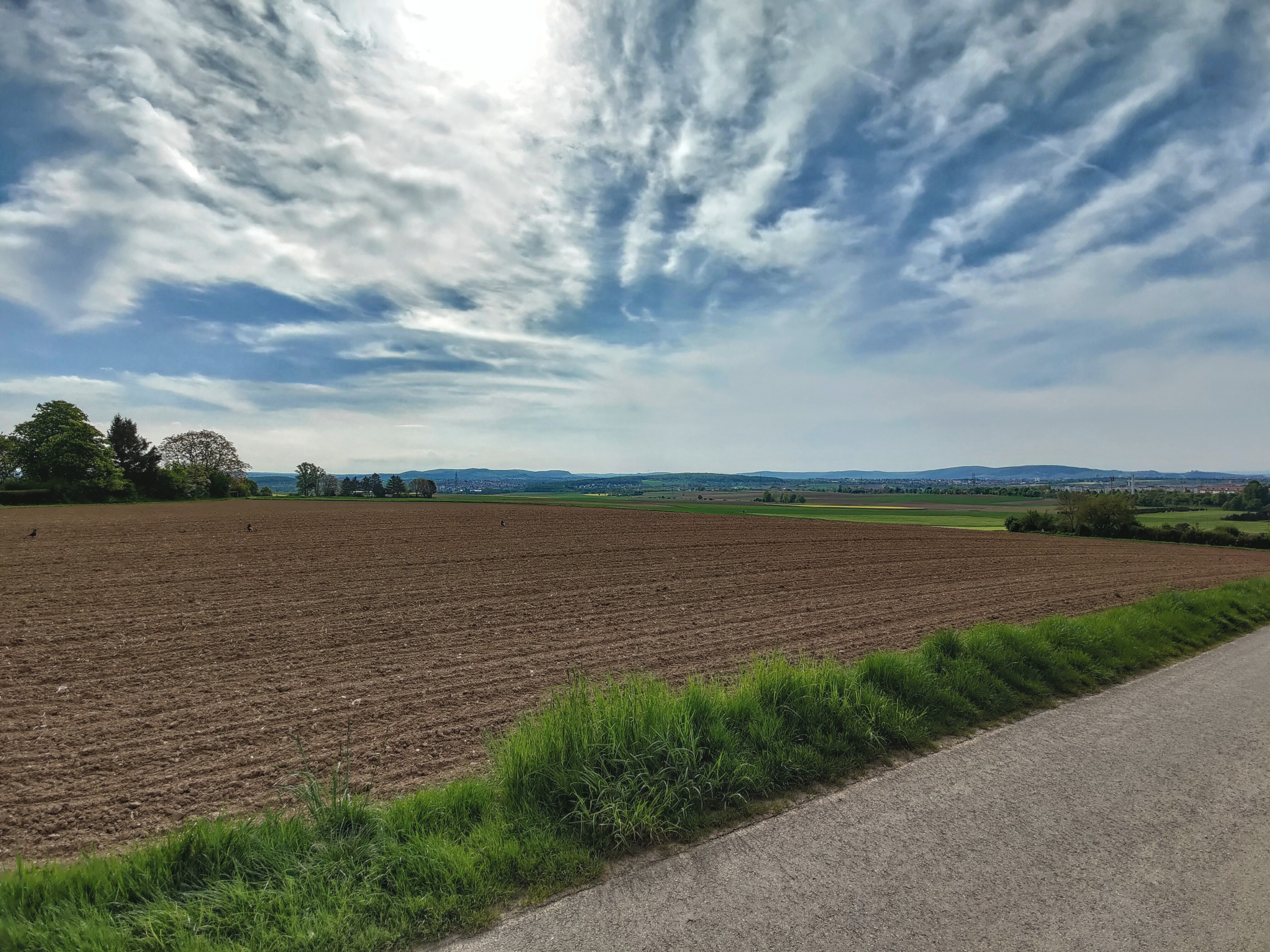
Blick von der Oßweiler Höhe über das Einzugsgebiet des Hartmannsgraben in Richtung Regental und Aldingen

Der Hartmannsgraben (inklusive Regental) hat ein nur ca. 3,81 km² großes Einzugsgebiet, dessen überwiegender Teil auf einer zum Langen Feld zählenden Hochfläche zwischen den Remsecker Stadtteilen Neckargröningen, Aldingen und Pattonville sowie den Ludwigsburger Stadtteilen Grünbühl-Sonnenberg und Oßweil liegt. Zwischen den Ursprüngen des Regental-Grabens und des Hartmannsgrabens liegt die Oßweiler Höhe. Hier an der unmittelbaren Gemarkungsgrenze zwischen Ludwigsburg und Aldingen und nahe der nordwestlichen Ecke des Einzugsgebiets des Hartmannsgrabens befindet sich der lokal höchste Punkt sowohl im Einzugsgebiet als auch der Gemarkung Aldingen mit etwa 309 Metern über NHN. Westlich des Einzugsgebietes steigt hier die Landschaft bis zum Ludwigsburger Salonwald weiter an.
Nördlich des Hartmannsgrabens wird das bebaute Gebiet Oßweils über den Lochwaldgraben zum Neckar hin entwässert, die Wasserscheide folgt hier in etwa dem Verlauf der Landesstraße L 1140. Weiter im Nordosten jenseits des vom Hartmannsgraben aus betrachtet landschaftlich unauffälligen Uhlbergs (ca. 265 m ü. NHN) wird das Gelände der Neckargröninger Gemarkung über den Baumgraben sowie weiter im Osten direkt zum Neckar hin entwässert.
Im Süden trennt das größtenteils vom Aldinger Wohngebiet Halden überbaute Gomperle den Einzugsbereich des Hartmannsgrabens vom Neckartal, im Westen fungiert der im Wesentlichen von der Siedlung Pattonville überbaute Aldinger Berg mit Höhen bis zu 292 m ü. NHN als Wasserscheide zum Einzugsgebiet des Holzbachs im Westen und erneut des Neckartals im Südwesten.
Das Einzugsgebiet von Hartmannsgraben und Regental überschneidet sich stark mit der 2024 von der Stadt Remseck im Wesentlichen zum Schutz des Rebhuhnbestandes eingeführten Wildschutzzone.

### Teich bei den Stämmen

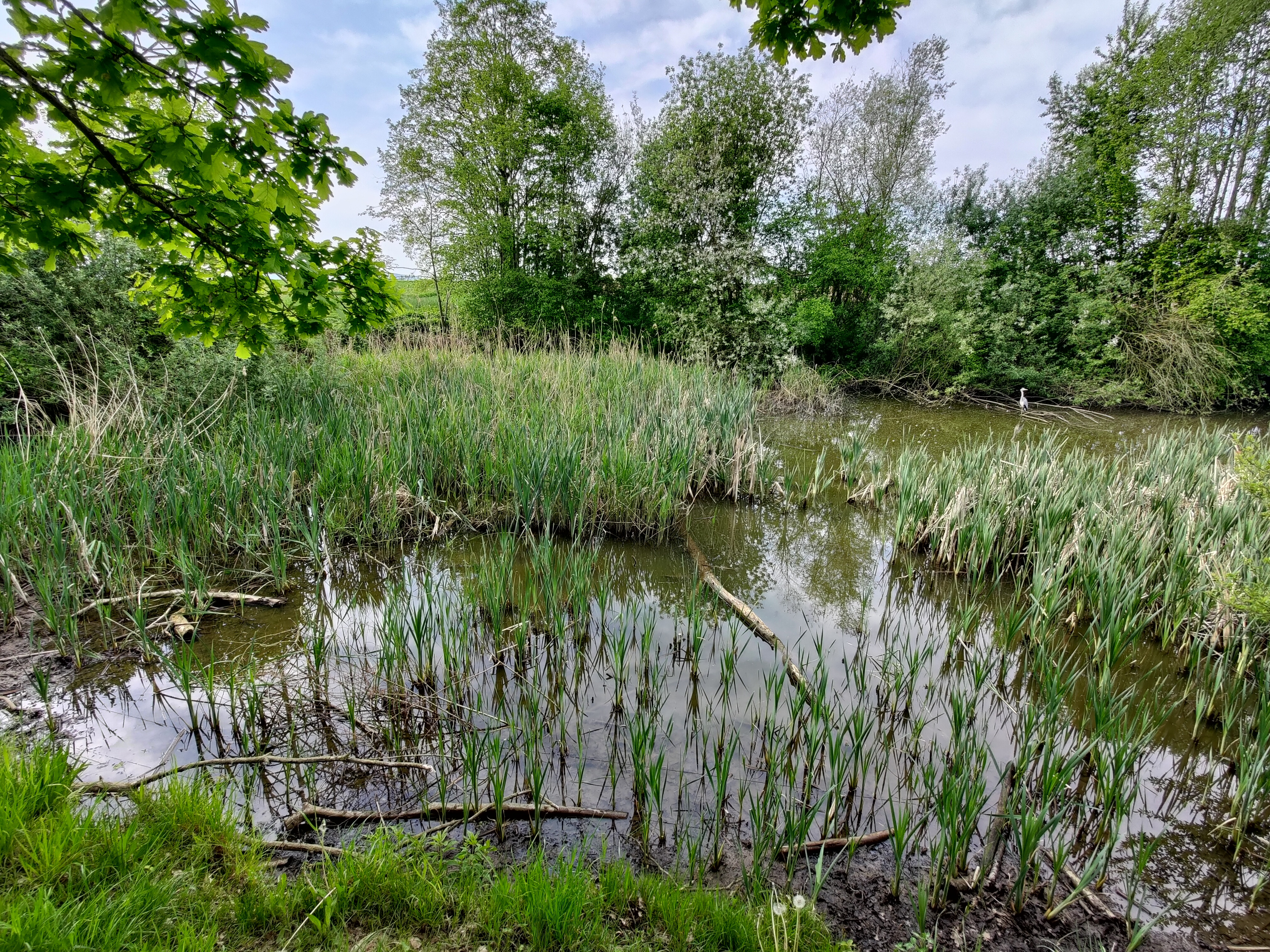
Teich bei den Stämmen

Das einzige stehende Gewässer im Einzugsgebiet des Hartmannsgrabens ist der zwischen Aldingen und Pattonville südlich unterhalb der Oßweiler Höhe gelegene Teich in der zur Aldinger Gemarkung gehörenden Flur „Bei den Stämmen“. Der Teich wird durch Regenwasser gespeist und hat daher einen stark schwankenden Wasserspiegel. Er hat eine Höhe von etwa 273 m ü. NHN und ist der Ursprung des Entwässerungsgrabens Regental.
Der Teich wird aufgrund seiner Lage am Gewann Bei den Stämmen im Volksmund auch Stämmeteich genannt. Da sich an dieser Stelle ein römischer Gutshof befand, dessen Ausgrabung im Wesentlichen die heutige Lage und Form des Teichs bestimmte, wird er zudem teilweise auch Römerteich genannt.

### Regental (Entwässerungsgraben)

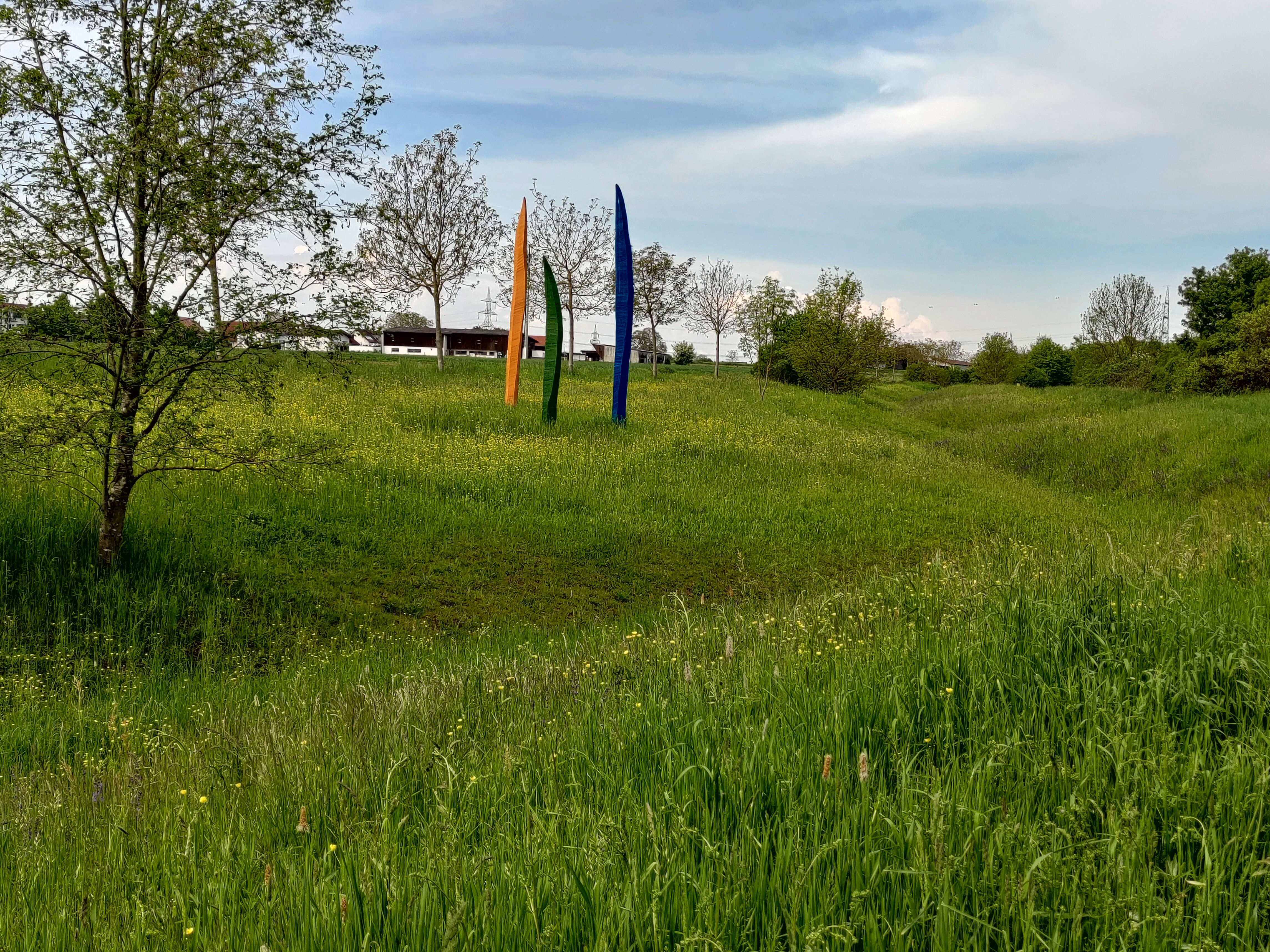
Wildbienenbäume am Regental-Graben bei Aldingen südlich unterhalb des „Dreckbergs“

Der 2,25 km lange und nur bei starkem Regen wasserführende Entwässerungsgraben Regental ist der einzige Zufluss des Hartmannsgrabens, seinen Ursprung hat er im Teich bei den Stämmen. Das namensgebende Regental ist mittlerweile durch menschlichen Eingriff stellenweise vom Tal zum Hügel (dem sogenannten Dreckberg) umgeformt worden. Wie auch im Fall des Hartmannsgrabens ist der Verlauf des Regental-Grabens daher durch den Menschen bestimmt und führt nur noch zuletzt durch das ursprünglich namensgebende Regental. Der heutige Verlauf des Grabens sowie der Hügel selbst sind Teil eines schmalen, zumeist von landwirtschaftlichen Flächen umgebenen, renaturierten Bereichs zwischen Aldingen und Pattonville (beide Gemarkung Aldingen).
Vom Stämme- bzw. Römerteich aus verläuft der Entwässerungsgraben Regental, hier in Ermangelung einer deutlich erkennbaren Talsenke auch Stämmegraben, Römergraben oder Regengraben genannt, mit mehreren fast rechtwinkligen Ecken im Wesentlichen in östlicher und südöstlicher Richtung, wo er auf die nach ihm benannte Flur Regental trifft.

#### Blickpunkt Regental

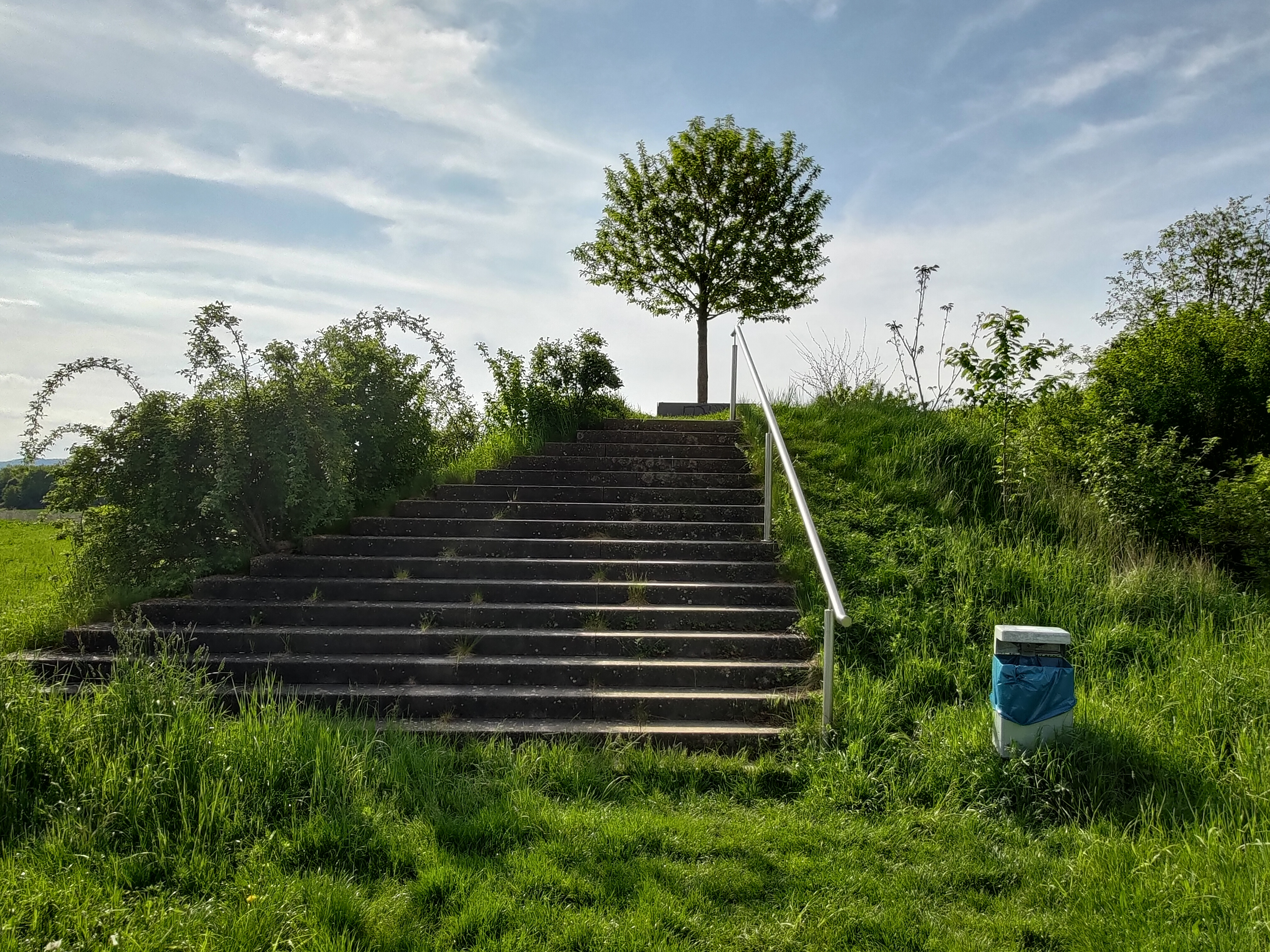
Blickpunkt Regental zwischen Aldingen und Pattonville

Seit 2012 befindet sich eingangs der Flur Regental ein durch Erdaushub aufgeschütteter etwa 2 Meter hoher Hügel. Unter dem Namen Blickpunkt Regental dient er vor allem als lokaler Aussichtspunkt. Nördlich des Blickpunkts beginnt die Landschaft sich zum einstigen Trockental Regental abzusenken, hier wäre der natürliche Verlauf des Grabens, der mittlerweile aber vom Dreckberg überdeckt wird. Südlich des Blickpunkts befindet sich ein Anfang des 21. Jahrhunderts aufgeforstetes, kleines Eichenwäldchen. Nördlich des Wäldchens jedoch oberhalb der einstigen Talsenke verläuft der Regental-Graben in weiterhin zunächst südöstlicher und dann wieder östlicher Richtung.

#### Rund um den Dreckberg

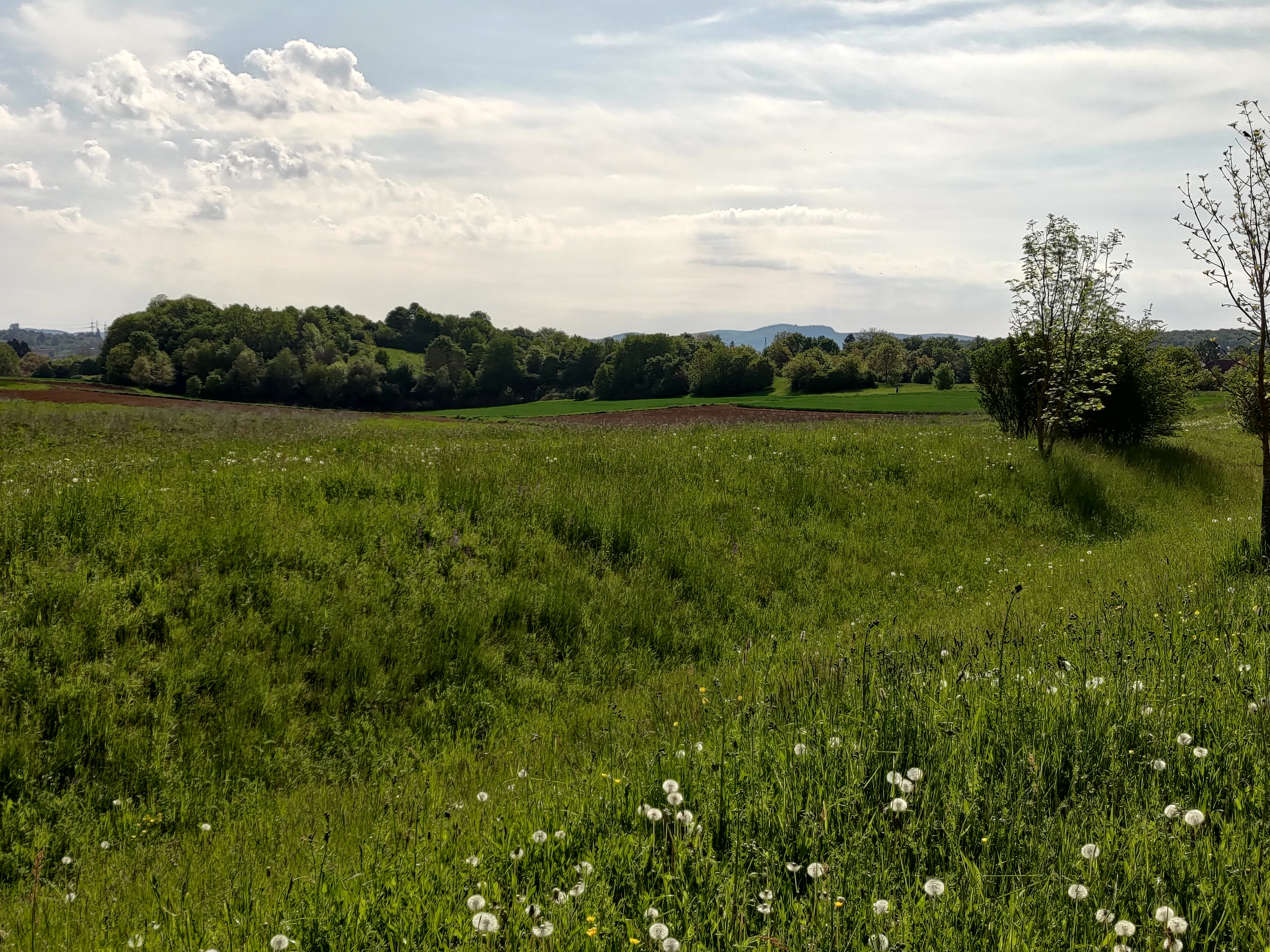
Regental-Graben, im Hintergrund der Aldinger Dreckberg

Der Dreckberg genannte  künstliche Hügel erhebt sich über dem zur Aldinger Gemarkung zählenden Teil des Regentals und daher über dem ursprünglichen Verlauf des Regental-Grabens. Der Entwässerungsgraben wurde daher südlich des Hügels und nördlich des Aldinger Wohngebiets „Halden“ entlanggeführt. Auf dem Gomperle vollzieht er einen Knick nach Norden und verläuft dann zwischen dem Hügel und dem „Stadion im Regental“ hinunter in das gleichnamige Trockental. Dort mündet der Regental-Graben in den Hartmannsgraben.
Auf manchen Karten ist allerdings noch der ursprüngliche Verlauf des Grabens eingezeichnet, der vom Blickpunkt Regental direkt auf den Dreckberg zuführt.

### LUBW
Amtliche Online-Gewässerkarte mit passendem Ausschnitt und den hier benutzten Layern: Lauf und Einzugsgebiet von Hartmannsgraben und Regental
Allgemeiner Einstieg ohne Voreinstellungen und Layer: Daten- und Kartendienst der Landesanstalt für Umwelt Baden-Württemberg (LUBW) (Hinweise)
1. 1 2  Höhe nach dem Höhenlinienbild auf dem Hintergrundlayer Topographische Karte.
2. 1 2  Länge nach dem Layer Gewässernetz.
3. 1 2 3  Einzugsgebiet nach dem Layer Basiseinzugsgebiet (AWGN).
4. 1 2 3 4 5 6  Name nach dem Layer Gewässername.

### Andere Nachweise
1. ↑  Stauziel des Neckars im Unterwasser der Schleuse Aldingen davor und im Oberwasser der Schleuse Poppenweiler danach.
2. ↑  Infotafel am Weg zum Aldinger "Dreckberg"
3. ↑  Eduard Theiner (Hrsg.): 20 Jahre Remseck am Neckar (= Heimatkundliche Schriftenreihe der Gemeinde Remseck am Neckar. Band 14). Remseck am Neckar 1995.
4. 1 2 3  Manfred Warth: Ein Blick in die Erdgeschichtliche Vergangenheit von Remseck am Neckar (= Heinz Pfizenmayer [Hrsg.]: Heimatkundliche Schriftenreihe der Gemeinde Remseck am Neckar. Band 1). Remseck am Neckar 1983.
5. ↑  Rechtsverordnung Wildschutzzone. (PDF) Stadt Remseck am Neckar, 23. Oktober 2023, abgerufen am 22. August 2024.
6. 1 2 3  Rainer Ertel: Die Vögel von Remseck. Fauna, Nottuln 2012, ISBN 978-3-935980-15-9.
7. ↑  Tim Höhn: Ein Höhepunkt der schönen Aussicht. In: Stuttgarter Zeitung. 10. August 2012, abgerufen am 7. Mai 2023.